# خانه ترانسفورمر نیروگاه برق آدامز
خانه ترانسفورمر نیروگاه برق آدامس (انگلیسی: Adams Power Plant Transformer House) در نیاگارا فالز، نیویورک واقع شده‌است این نیروگاه در سال ۱۸۹۵ بنا شده‌است و نخستین نیروگاه بزرگ تولید برق بود.